# Джекобс, Чарльз (рокеист)
Чарльз Джекобс (англ. Charles Jacobus; 28 июня 1859 — 7 декабря 1929) — американский игрок в роке, чемпион летних Олимпийских игр 1904.
На Играх 1904 в Сент-Луисе Джекобс в турнире одиночек выиграл пять партий и одну проиграл. В итоге он занял первое место и получил золотую медаль.